# Opius ornatigaster
Opius ornatigaster är en stekelart som beskrevs av Fischer 1964. Opius ornatigaster ingår i släktet Opius och familjen bracksteklar. Inga underarter finns listade i Catalogue of Life.